# Solling
Il Solling /ˈzɔliŋ/ è il nome sia di un rilievo montuoso sia di un territorio extracomunale della Bassa Sassonia, in Germania.
Appartiene al circondario (Landkreis) di Northeim (targa HK).

## Descrizione
Il Solling è considerato parte del Weserbergland e si trova a est della valle del Weser, vicino a Holzminden e Höxter e a nord di Bad Karlshafen. Si alza gradualmente dalla valle, senza molti pendii, ad eccezione di alcune valli di torrenti come quella dell'Hasselbach. Il Solling è costituito prevalentemente da arenaria. I punti più alti sono il Große Blöße (528 m. s.l.v. ) e il Moosberg (509 m.s.l.v.). A livello regionale, queste sono le altitudini più elevate. L'80% dell'area è boscosa ed è la più grande area montana o collinare boscosa ininterrotta della Germania settentrionale al di fuori dell'Harz. Ci sono anche aree di torbiere alte, come la riserva naturale di Mecklenbruch vicino a Silberborn, gemma di Holzminden. Questa torbiera alta costituiva una parte più ampia del Solling nei secoli scorsi, prima del rimboschimento su larga scala. La crescita della torba è favorita da precipitazioni più elevate e da temperature medie più basse.

## Storia
L'area è stata disboscata nel corso dei secoli a causa del sovraccarico dovuto, ad esempio, all'estrazione del carbone. La legna è stata trasformata in carbone di legna in loco con l'ausilio di caldaie. Ma si sono verificate anche altre forme di predazione, come il pascolo eccessivo con i cinghiali. A partire dal 1750 è ricominciato il rimboschimento dell'area, con la maggior parte del legno di conifere, mentre in origine la zona era ricoperta da foreste di faggi. Dopo il 1990 circa, lo sfruttamento di queste foreste di conifere come foreste da produzione (cellulosa per la produzione di carta e legname) ha lasciato il posto al turismo. Il bosco di conifere tagliato viene gradualmente sostituito da un bosco misto, con specie decidue autoctone.

## Galleria d'immagini

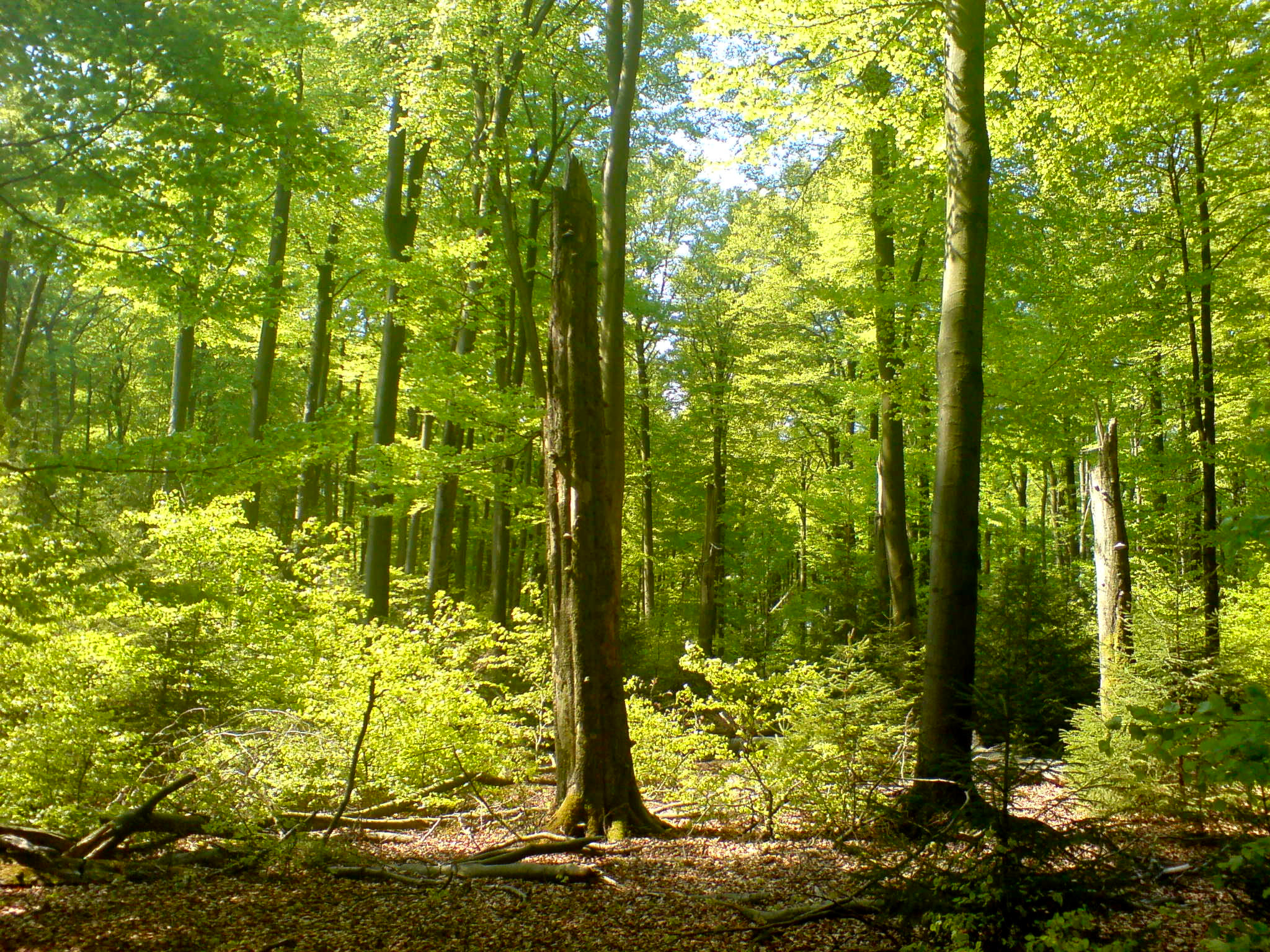
Bosco di faggi sul Solling
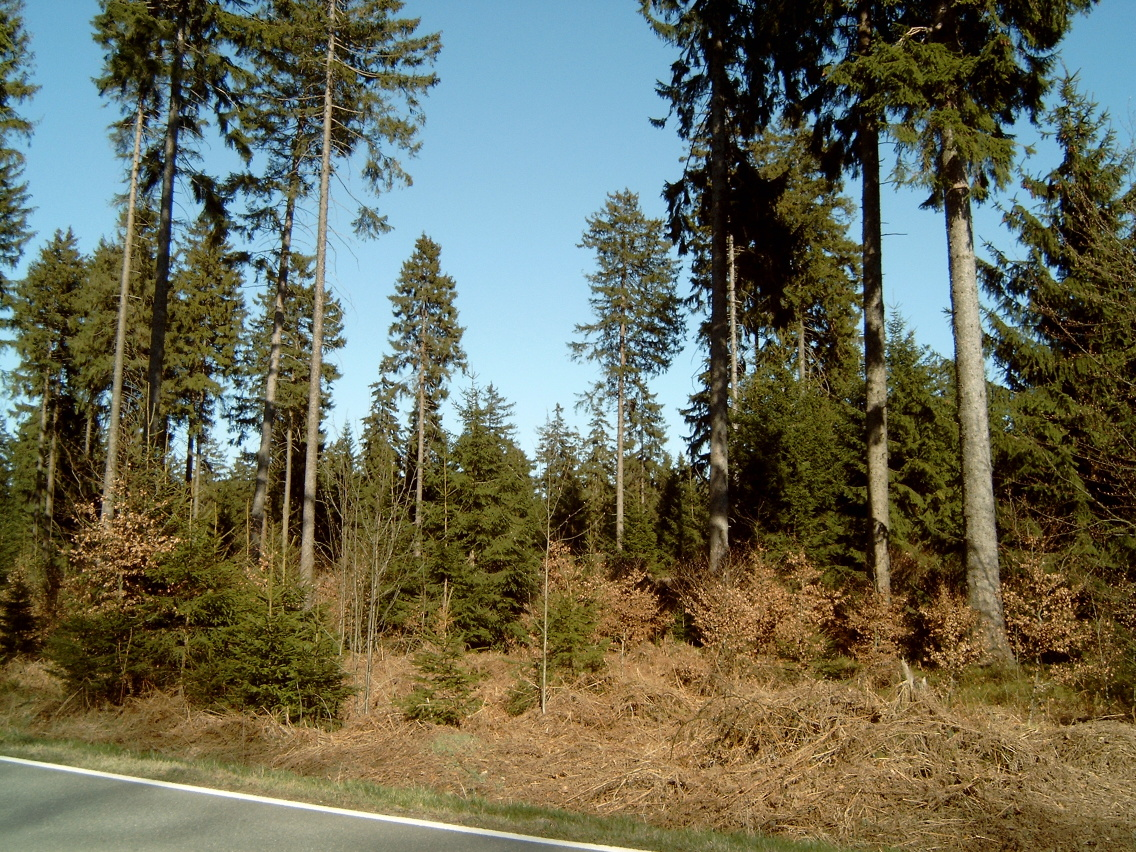
Bosco misto sul Große Blöße
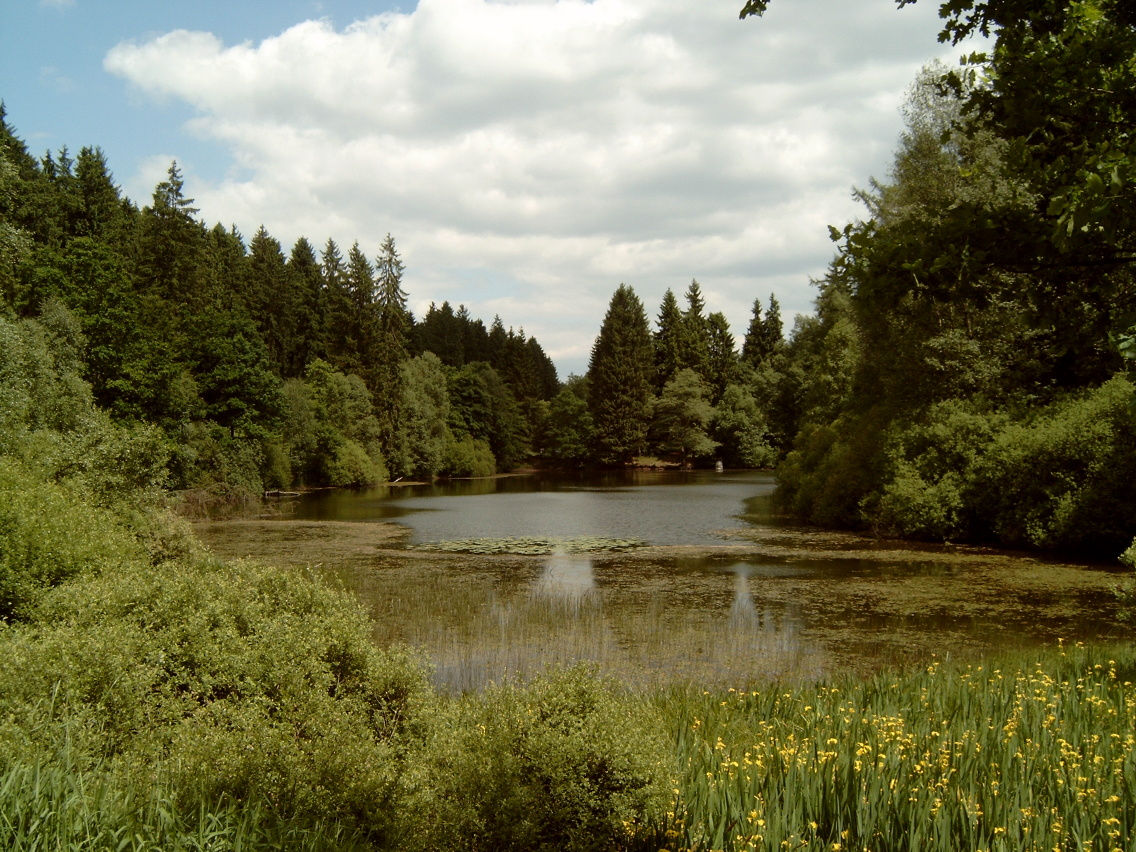
Stagno detto Neuer Teich.